# Joachim Hansen

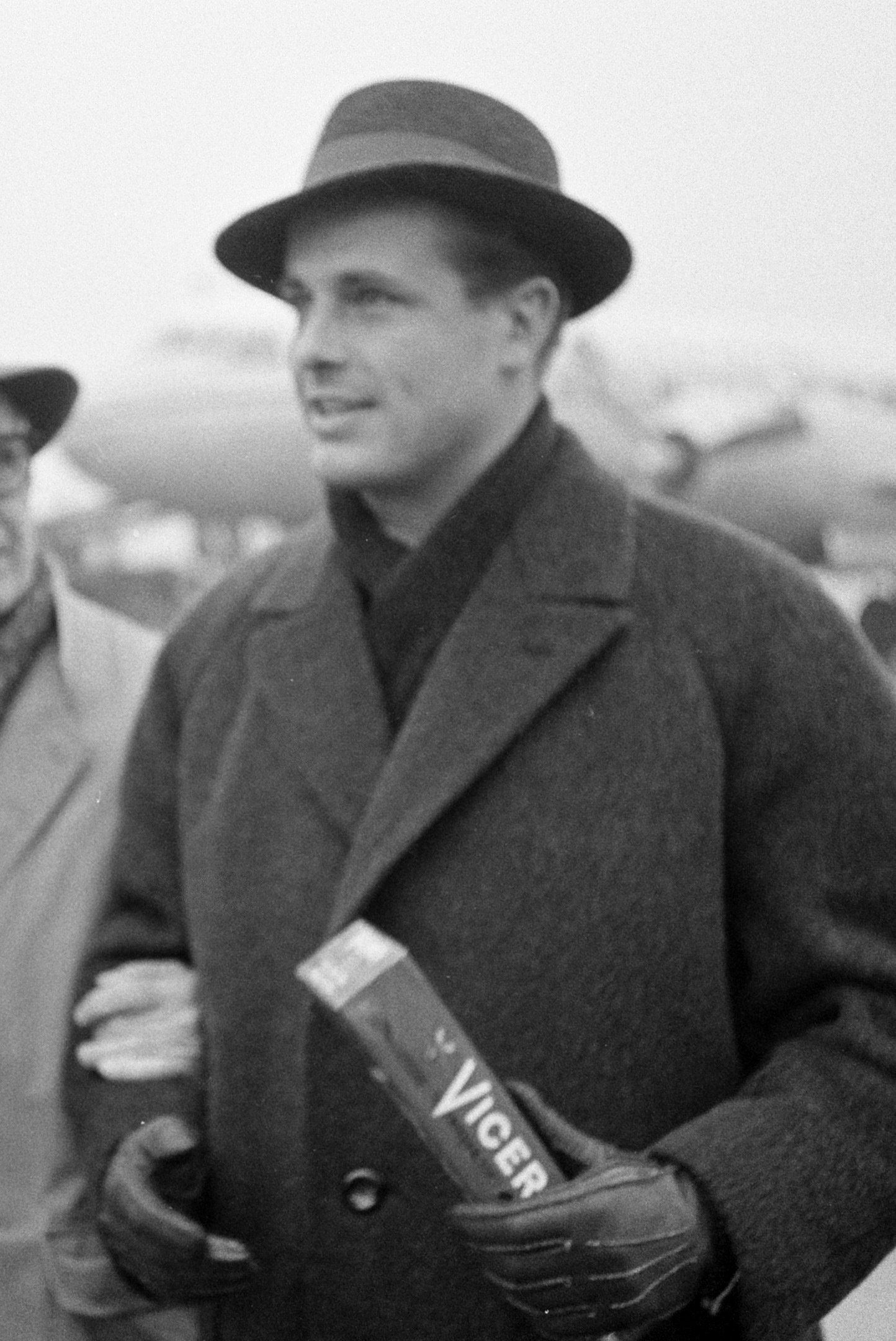
Joachim Hansen, 1960

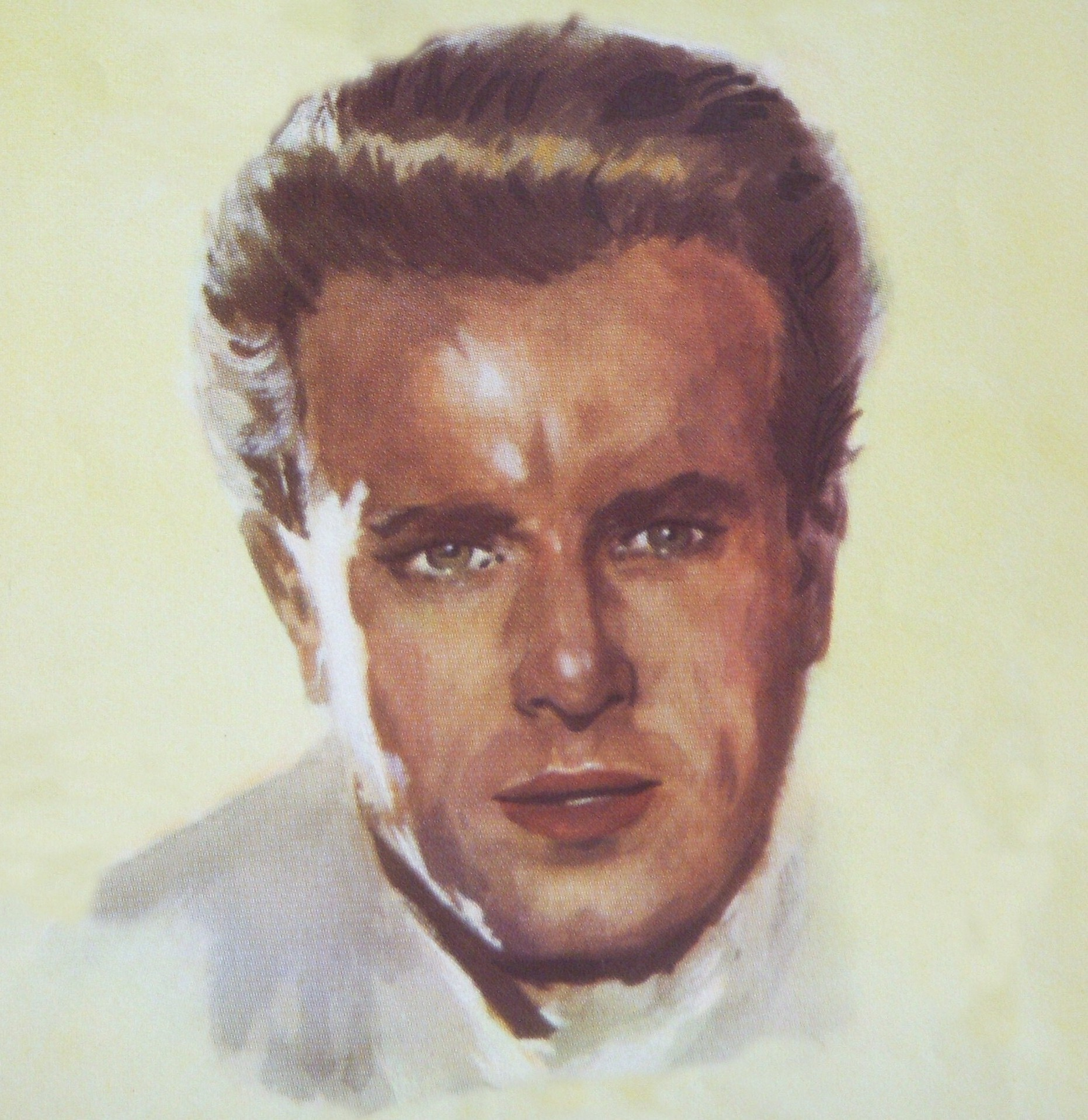
Joachim Hansen 1959 als der junge Dag im Film Und ewig singen die Wälder, Illustration von Helmuth Ellgaard

Joachim Hansen (bürgerlich Joachim Spieler; * 28. Juni 1930 in Frankfurt (Oder); † 13. September 2007 in Berlin) war ein deutscher Schauspieler.

## Leben und Karriere
Der Sohn des Lehrers und Schulrektors Alfred Spieler (geb. 16. Juni 1898) und dessen Frau Agnes, geb. Radtke (geb. 9. September 1903 in Graudenz; gest. 17. Oktober 1956 in Berlin), betätigte sich nach dem Abitur in Frankfurt an der Oder zunächst im Gleisbergbau. Dann siedelte er nach West-Berlin über, wo er an einer Sprachenschule das Dolmetscher-Diplom in Englisch und Französisch erwarb. Zudem erwarb er auch Sprachkenntnisse in Italienisch.
In den 1960er Jahren wohnte J.Hansen in Salzburg in der Innsbrucker Bundesstraße noch immer als Junggeselle.

### Der Durchbruch mit „Der Stern von Afrika“
Nach der Ausbildung an der Max-Reinhardt-Schule für Schauspiel in Berlin spielte Joachim Spieler Theater in verschiedenen Städten. Seine Theaterkarriere begann am Theater in Rheydt. Von Regisseur Alfred Weidenmann wurde Spieler für den Film Der Stern von Afrika (1957) mit der Hauptrolle besetzt. Auf Druck des Filmverleihs änderte er seinen Nachnamen zum Filmstart in Hansen.
Der Kriegsfilm wurde einer der erfolgreichsten Filme des Kinojahres 1957, und neben Hansen gelang seinen Filmpartnern Hansjörg Felmy, Horst Frank und Peer Schmidt der Durchbruch. Thematisiert wird das Leben des Jagdfliegers Hans-Joachim Marseille, den die NS-Propaganda angesichts seiner 158 Luftsiege zu einem ihrer Helden erkoren hatte und der am 30. September 1942 tödlich abgestürzt war. Teile des Films spielen in Marseilles Geburtsstadt Berlin und wurden auch dort gedreht. Die Uraufführung fand am 13. August 1957 im Theater am Aegi in Hannover statt. Die 65-jährige Mutter des verstorbenen Jagdfliegers Hans-Joachim Marseille war Ehrengast bei der Berliner Premiere am 15. August im Zoo Palast.

### Filmstar
Der Stern von Afrika bescherte Hansen den nationalen Durchbruch. Weitere erfolgreiche deutsche Nachkriegsfilme wie Hunde, wollt ihr ewig leben (1958), Und ewig singen die Wälder (1959) sowie dessen Fortsetzung, Das Erbe von Björndal und Via Mala folgten. Zwischen 1957 und 1962 spielte er die männliche Hauptrolle in 19 Kinofilmen. Hansen drehte unter anderem an der Seite von Hildegard Knef den Abenteuerfilm Madeleine und der Legionär, mit Senta Berger die Bryan-Edgar-Wallace-Verfilmung Das Geheimnis der schwarzen Koffer und mit Christine Kaufmann, Christian Wolff und Gert Fröbe für Via Mala.
Ab Mitte der 1960er Jahre spielte Joachim Hansen auch in internationalen Filmproduktionen mit, in denen er häufig in Nebenrollen den Typus des deutschen Offiziers verkörperte, so beispielsweise in Die Brücke von Remagen (1968) als Pionierhauptmann an der Seite von Robert Vaughn und George Segal, in Der Adler ist gelandet (1976) als SS-Offizier mit Robert Duvall, Donald Sutherland und Larry Hagman oder in Das alte Gewehr (1975) mit Romy Schneider und Philippe Noiret.
Im deutschen Fernsehen war Hansen relativ selten zu sehen. Trotzdem kam es zu Auftritten in Fernsehserien, Fernsehshows, Talkshows und Dokumentarspielen. Als Hitler-Verschwörer Stauffenberg stand er 1971 fürs Fernsehen vor der Kamera, in Operation Walküre unter der Regie von Franz Peter Wirth. Der Historiker Joachim Fest hatte die Produktion wissenschaftlich beraten und war von dem Hauptdarsteller angetan. Rainer Werner Fassbinder besetzte Hansen in den siebziger Jahren für Nora Helmer und Welt am Draht.
In den achtziger Jahren wirkte Hansen als Gaststar in der ZDF-Serie Das Traumschiff und im Tatort mit und hatte 1973 einen Auftritt in der Fernsehshow Dalli Dalli mit Hans Rosenthal. Seinen letzten Serieneinsatz gab er 2001 in Für alle Fälle Stefanie.
Daneben lieh er seine Stimme gelegentlich dem Hörfunk und der Synchronisation. So verkörperte er den Meisterdetektiv Sherlock Holmes für drei Hörspiele unter der Regie von Rolf Ell, Das Geheimabkommen, Der Club der Rothaarigen und Der Hund von Baskerville.

### Die letzten Jahre
Seit 1986 lebte Joachim Hansen mit seiner Frau, der Gastronomin Marion Wolff, und seinem Sohn in Kanada auf Vancouver Island, kam aber regelmäßig deutschen Theaterengagements nach. „Aber immer wieder kam er nach Deutschland zurück, wo er mit Theatertourneen bewies, wie zugkräftig sein Name beim Publikum geblieben ist“, sagten die Journalistin Gudrun Gloth und der Fotograf Franz-Georg Schulze, beide langjährig mit Hansen befreundet, der dpa. Zuletzt hatte er an verschiedenen deutschen Bühnen gespielt, u. a. in Die Komödie der Irrungen von William Shakespeare und in Komödie im Dunkeln von Peter Shaffer. 2004 wirkte er bei den Berliner Jedermann-Festspielen im Berliner Dom als der Tod in einem gefeierten Auftritt mit. Bereits 1998, 2000 und 2001 hatte er den Jedermann selbst verkörpert.
Anfang August 2007 flog Hansen für eine Theatertournee nach Berlin und schrieb dort einen letzten Brief an seinen langjährigen, schwerkranken Freund Hansjörg Felmy, der wenige Tage später starb. Nach Abfassung des Briefes erlitt Hansen eine schwere Gehirnblutung und wurde bewusstlos am Boden liegend aufgefunden. Nach einem fünfwöchigen Dauerkoma starb er am 13. September.
Joachim Hansen war katholischer Konfession. In seiner Freizeit hörte er gern Klassische Musik und ging zur Jagd.

## Filmografie
- 1957: Der Stern von Afrika
- 1958: Madeleine und der Legionär
- 1958: Viel Lärm um nichts
- 1958: Romarei, das Mädchen mit den grünen Augen
- 1958: Laila – Liebe unter der Mitternachtssonne
- 1959: Hunde, wollt ihr ewig leben
- 1959: Morgen wirst du um mich weinen
- 1959: Der Schatz vom Toplitzsee
- 1959: Und ewig singen die Wälder
- 1960: Der Satan lockt mit Liebe
- 1960: Das kunstseidene Mädchen
- 1960: Wenn die Heide blüht
- 1960: Das Erbe von Björndal
- 1961: Ramona
- 1961: Via Mala
- 1961: Lebensborn
- 1962: Das Mädchen und der Staatsanwalt
- 1962: Das Geheimnis der schwarzen Koffer
- 1962: Der Pastor mit der Jazztrompete
- 1962: Zwischen Schanghai und St. Pauli
- 1963: Kali Yug: Die Göttin der Rache (Kali Yug, la dea della vendetta)
- 1963: Kali Yug, 2. Teil: Aufruhr in Indien (Il mistero del tempio indiano)
- 1964: 90 Nächte und ein Tag
- 1964: Victoria Regina
- 1964: Der Fall X 701
- 1965: Die schwarzen Adler von Santa Fe
- 1965: Jagd auf blaue Diamanten (Diamond Walkers)
- 1965: Die letzten Drei der Albatros
- 1966: Rembrandt 7 antwortet nicht
- 1966: Brennt Paris?
- 1967: Perry Rhodan – SOS aus dem Weltall (…4 …3 …2 …1 …morte)
- 1967: Geheimauftrag K (Assignment K)
- 1967: Stunde der Nachtigallen
- 1968: Andrea – wie ein Blatt auf nackter Haut
- 1969: Die Brücke von Remagen (The Bridge at Remagen)
- 1969: Unser Doktor ist der Beste
- 1969: Die tolldreisten Geschichten – nach Honoré de Balzac
- 1970: Im Netz der Abwehr (Underground)
- 1970: Pakbo
- 1970: Giuditta – Freunde das Leben ist lebenswert
- 1971: Die Hölle am Ende der Welt (Popsy Pop)
- 1971: Operation Walküre
- 1972: Sie liebten sich einen Sommer
- 1972: Gasparone
- 1973: Welt am Draht
- 1974: Haben Sie Interesse an der Sache? (Vous intéressez-vous à la chose)
- 1974: Nora Helmer
- 1975: Das alte Gewehr (Le vieux fusil)
- 1976: Die Frau am Fenster (Une femme à sa fenêtre)
- 1977: Der Adler ist gelandet (The Eagle Has Landed)
- 1978: The Boys from Brazil
- 1979: Götz von Berlichingen mit der eisernen Hand
- 1979: Steiner – Das Eiserne Kreuz, 2. Teil
- 1979: Lucky Star
- 1985: Die Dame vom Palast Hotel (Palace)
- 1985: Ein zauberhaftes Mädchen (Anne of Green Gables)
- 1986: Verräter (Un métier du seigneur)
- 1988: Feuersturm und Asche (War and Remembrance)
- 1999: Ein Mann für gewisse Sekunden

### Fernsehserien
- 1967: Die fünfte Kolonne (1 Folge: Ein Anruf aus der Zone)
- 1973: Okay S.I.R. (1 Folge: Kastanien aus dem Feuer)
- 1973: Die Abenteuer des Monsieur Vidocq (Les nouvelles aventures de Vidocq) (1 Folge: L'épinge noire)
- 1974: Les faucheurs de marguerites (Die Grashüpfer) – TV-Serie
- 1974: Härte 10
- 1975: Splendeurs et misères des courtisanes – TV-Miniserie
- 1977: Cinq à sec – TV-Miniserie
- 1978: Heidi (5 Folgen)
- 1983: Der Feuersturm (Winds of War) – TV-Miniserie
- 1983: Das Traumschiff: Marrakesch
- 1983: Tatort – Wenn alle Brünnlein fließen
- 1985: Anne auf Green Gables (Anne of Green Gables) – TV-Miniserie
- 1995: My Secret Summer
- 2001: Für alle Fälle Stefanie (1 Folge: Die Gipfelstürmerin)